# K-Vision
K-Vision (PT Digital Vision Nusantara) – indonezyjski dostawca telewizji satelitarnej.
Platforma została uruchomiona w 2014 roku. W latach 2014–2018 należała do koncernu Kompas Gramedia. W 2019 r. przeszła w ręce MNC Vision Networks.
Jest to jeden z głównych dostawców płatnej telewizji w Indonezji. Na początku 2021 r. platforma obsługiwała ponad 5,3 mln abonentów.
Platforma działa z satelity Palapa D (113,0°E), w paśmie C, a sygnał koduje w systemach Conax i Neotion SHL.